# Sansevieria nilotica
Dracaena nilotica (Sansevieria nilotica) es una especie de Dracaena (Sansevieria)  perteneciente a la familia de las asparagáceas, originaria de  África.
Ahora se la ha incluido en el gen de Dracaena debido a los estudios moleculares de su filogenia.

## Descripción
Es una planta herbácea geófita casi sin tallo, con rizomas subterráneos marrón grisáceos, de 1,2 cm de espesor. Con 2-3 hojas en forma de espada, de 100-120 cm de longitud ≈ 2.5 a 3.2  cm de ancho, 0,1 cm de espesor con un canal largo, flexible pero resistente, es bastante plana, lisa, con los laterales de la parte central bastante paralelos de 30 cm o más, el estrechamiento en la parte apical en una punta verde suave de 0.3-0.5 cm de largo, el margen de color verde grisáceo, en la hoja entera claramente marcado, se  encuentran muy juntas muchas estrechas barras en zigzag transversales de color verde oscuro y verde pálido, pero la mayoría de las marcas desaparecen con la edad y en el material de herbario; pecíolo de 30-40 (-60) cm de largo. La inflorescencia es laxa en forma de un racimo de flores esparcidas irregularmente, de 37-45 cm de largo, 0.4-0.5 cm de ancho, con 2-9 flores por racimo. Perianto verde blanquecino, con el tubo de 0,9-1 cm de largo. Es fruto es una baya amarillenta, de 0.7-0.9 cm de ancho.

## Distribución
Se distribuye por la República Centroafricana, Etiopía y Sudán.

## Taxonomía
Sansevieria nilotica fue descrita por John Gilbert Baker y publicado en Journal of the Linnean Society, Botany 14: 548, en el año 1875.
Etimología
Sansevieria nombre genérico que debería ser "Sanseverinia" puesto que su descubridor, Vincenzo Petanga, de Nápoles, pretendía dárselo en conmemoración a Pietro Antonio Sanseverino, duque de Chiaromonte y fundador de un jardín de plantas exóticas en el sur de Italia. Sin embargo, el botánico sueco Thunberg que fue quien lo describió, lo denominó Sansevieria, en honor del militar, inventor y erudito napolitano Raimondo di Sangro (1710-1771), séptimo príncipe de Sansevero.
nilotica: epíteto geográfico que alude a su localización en el Nilo.
Sinonimia
- Acyntha massae Chiov.
- Acyntha nilotica (Baker) Kuntze
- Sansevieria massae (Chiov.) Cufod.
- Sansevieria nilotica var. obscura N.E.Br.[9]